# Спрингфилд (Охајо)
Спрингфилд (енгл. Springfield) град је у америчкој савезној држави Охајо.

## Демографија
По попису из 2010. године број становника је 60.608, што је 4.75 (-7,3%) становника мање него 2000. године.
| Група             | 2000.          | 2010.          |
| Белци             | 50.663 (77,5%) | 44.946 (74,2%) |
| Афроамериканци    | 11.909 (18,2%) | 10.981 (18,1%) |
| Азијати           | 455 (0,7%)     | 455 (0,8%)     |
| Хиспаноамериканци | 770 (1,2%)     | 1.824 (3,0%)   |
| Укупно            | 65.358         | 60.608         |